# Флоралии
Флора́лии (лат. ludi florales) — в Древнем Риме праздник римской богини цветов, расцвета и весны Флоры. Восходит к сабинскому культу, который был распространён в Средней Италии ещё до основания Рима. Со временем стал регулярным. Во времена Гая Юлия Цезаря (I век до н. э.) продолжался шесть дней, с 28 апреля по 3 мая.

## Исторические сведения
В конце III — начале II века до н. э. в римском религиозном календаре число праздников существенно увеличилось, при этом появилось много новых праздников, а те, которые справлялись и ранее, стали регулярными. К таким «старым» праздникам относились и флоралии: либо с 240, либо с 238 года до нашей эры игры в честь богини стали проводиться регулярно (при этом в 238 году до нашей эры был освящён храм Флоры). С 173 до н. э. года флоралии стали известными и почитаемыми играми (по другим сведения — стали постоянным праздником). Известны флоралии, устроенные в 55 году до н. э. тогдашним эдилом Гаем Мессием, на которых в числе прочих присутствовал и Катон Младший.
Во время флоралий двери украшались цветочными венками, а жители Рима украшали свою одежду цветами. Женщины во время флоралий ходили в разноцветных платьях, что было запрещено в другое время. В программу флоралий входили театрализованные представления, выступления танцоров, мимов (актёров, которые разыгрывали сценки с пением и танцами, а также акробатов и фокусников), а также танцы с раздеванием, которые исполнялись гетерами. Во время флоралий, как и во время любых других праздников в Древнем Риме, звучала музыка, люди пели и танцевали. Атмосфера праздника отличалась раскованностью и разгулом. Овидий так описывал начало флоралий: «Богиня [Флора] идёт в своих венках многоцветных: // Сцена открыта опять вольностям шуток срамных».
Традиционно считалось, что организацией флоралий занимались исключительно плебейские эдилы, исходя из того, что это был плебейский праздник, однако позже эта точка зрения была поставлена под сомнение. Возможно, в организации флоралий принимали участие как плебейские, так и курульные эдилы — так же, как в организации цереалий, празднеств в честь «родственной» Флоре Цереры, богини урожая и плодородия.